# Jukka Koskilahti
Jukka Koskilahti, född 23 maj 1954 i Åbo, är en  finländsk tidigare ishockeyspelare. Han spelade även i Sverige, bland annat för HV 71 (1979/1980) och Modo AIK (1980-1982). samt TPS.

### Fotnoter
1. ↑  Janne Bengtsson (11 mars 2012). ”HV71 lilla Finland” (på svenska). Svenska dagbladet. https://www.svd.se/hv71-lilla-finland. Läst 26 mars 2017.
2. ↑  ”Jukka Koskilahti” (på engelska). Eliteprospects. http://www.eliteprospects.com/player.php?player=2910. Läst 4 november 2014.
3. ↑  ”Jukka Koskilahti hockey statistics and profile at hockeydb.com” (på engelska). Hockey Database. Arkiverad från originalet den 16 februari 2016. https://web.archive.org/web/20160216022154/http://www.hockeydb.com/ihdb/stats/pdisplay.php?pid=88256. Läst 26 mars 2017.